# Michael Chandler
 (septembre 2022).
Michael Chandler, né le 24 avril 1986 à High Ridge (Missouri), est un pratiquant américain d'arts martiaux mixtes (MMA). Il combat actuellement dans la catégorie des poids légers de l'Ultimate Fighting Championship (UFC).

## Jeunesse et débuts en lutte
Michael Chandler naît le 24 avril 1986 et grandit à High Ridge, une ville faisant partie du comté de Jefferson, dans le Missouri, aux États-Unis. Il est le deuxième des quatre enfants de Michael Sr. et Betty Chandler. Il est d'origine allemande et irlandaise. Il a figuré au tableau d'honneur tous les trimestres du lycée, reçu trois lettres en football nord-américain et terminé deuxième au championnat d'État de la Missouri State High School Activities Association (MSHSAA) en tant que senior en lutte. Il a été élu Most Valuable Wrestler pendant sa dernière saison et a été sélectionné dans l'équipe All-St. Louis,.
Après avoir obtenu son diplôme de Northwest High School en 2004, Michael Chandler s'est inscrit à l'université du Missouri à Columbia, sans bourse d'études sportive, et a intégré l'équipe de lutte de l'école. Pendant qu'il était au Missouri, il s'est qualifié quatre fois pour la Division I de la National Collegiate Athletic Association (NCAA). Il a remporté 100 victoires en carrière et a obtenu la cinquième place à la NCAA en tant que senior, ce qui lui a valu les honneurs de la All-America de Division I. Il a été vice-champion des Big 12 en 2008 et 2009, et a reçu une invitation automatique à trois des quatre championnats NCAA auxquels il a participé. Il a obtenu un record de 31-15 contre des adversaires de la Big 12 et un record global de 100-40 au cours de ses quatre années en tant que titulaire. Il s'est ensuite spécialisé dans les services de gestion des finances personnelles avec une mineure en immobilier.
Il a également établi une relation étroite avec Ben Askren, deux fois lauréat du trophée Dan Hodge et futur champion du monde du Bellator MMA, et Tyron Woodley, deux fois All-American et futur champion de la catégorie des poids mi-moyens de l'Ultimate Fighting Championship (UFC).

## Carrière dans les arts martiaux mixtes

### Débuts (2009-2010)
Immédiatement après la fin de sa carrière de lutteur, Michael Chandler commence à s'entraîner aux arts martiaux mixtes (MMA) chez l'organisation américaine d'entraînement Xtreme Couture. Il choisit de ne pas concourir en tant qu'amateur.
Le 8 août 2009, il affronte l'Américain Kyle Swadley à Lake Ozark, dans le Missouri, et remporte le combat par KO technique. Le 20 novembre 2009, il affronte l'Américain Richard Bouphanouvong à Kansas City, dans le Kansas, et remporte le combat par KO technique,. Le 15 mai 2010, il affronte l'Américain Salvador Woods à Saint-Louis, dans le Missouri, et remporte le combat par soumission,.

### Bellator MMA (2010-2020)

#### Série de victoires et champion des poids légers
Le 23 septembre 2010, il affronte l'Américain Scott Stapp à Lake Charles, en Louisiane, et remporte le combat par KO technique. Le 14 octobre 2010, il affronte l'Américain Chris Page à Kansas City, dans le Missouri, et remporte le combat par soumission.
Le 12 mars 2011, il affronte le polonais Marcin Held à Shreveport, en Louisiane, et remporte le combat par soumission. Le 9 avril 2011, il affronte l'Américain Lloyd Woodard à Newkirk, dans l'Oklahoma, et remporte le combat par décision unanime. Le 14 mai 2011, il affronte le Brésilien Patricky Pitbull à Atlantic City, dans le New Jersey, et remporte le combat par décision unanime. Le 19 novembre 2011, il affronte l'Américain Eddie Alvarez à Hollywood, en Floride, et remporte le combat par soumission.
Le 4 mai 2012, il affronte le Japonais Akihiro Gono à Rama, dans l'Ontario, et remporte le combat par KO technique. Le 17 janvier 2013, il affronte l'Américain Rick Hawn à Irvine, en Californie, et remporte le combat par soumission. Le 31 juillet 2013, il affronte l'Américain David Rickels à Rio Rancho, dans le Nouveau-Mexique, et remporte le combat par KO.

#### Perte du titre de champion et reconquête
Le 2 novembre 2013, il affronte de nouveau l'Américain Eddie Alvarez à Long Beach, en Californie, et perd le combat par décision partagée. Le 17 mai 2014, il affronte l'Américain Will Brooks à Southaven, dans le Mississippi, et perd le combat par décision partagée. Le 15 novembre 2014, il affronte de nouveau l'Américain Will Brooks à San Diego, en Californie, et perd le combat par KO technique.
Le 19 juin 2015, il affronte l'Américain Derek Campos à Saint-Louis, dans le Missouri, et remporte le combat par soumission. Le 6 novembre 2015, il affronte de nouveau l'Américain David Rickels à Saint-Louis, dans le Missouri, et remporte le combat par KO technique.

#### Champion des poids légers à nouveau et nouvelle perte
Le 24 juin 2016, il affronte de nouveau le Brésilien Patricky Pitbull à Saint-Louis, dans le Missouri, et remporte le combat par KO. Le 19 novembre 2016, il affronte l'Américain Benson Henderson à San José, en Californie, et remporte le combat par décision partagée. Le 24 juin 2017, il affronte l'Américain Brent Primus à New York, dans l'État de New York, et perd le combat par KO technique.

##### Dernière reconquête et champion pour la troisième fois
Le 20 janvier 2018, il affronte le Japonais Goiti Yamauchi à Inglewood, en Californie, et remporte le combat par décision unanime. Le 13 avril 2018, il affronte l'Américain Brandon Girtz à Saint Charles, dans le Missouri, et remporte par soumission. Le 14 décembre 2018, il affronte de nouveau l'Américain Brent Primus à Honolulu, à Hawaï, et remporte le combat par décision unanime.

##### Perte du titre et départ du Bellator MMA
Le 11 mai 2019, il affronte le Brésilien Patrício Pitbull à Rosemont, dans l'Illinois, et perd le combat par KO technique. Le 29 décembre 2019, il affronte l'Américain Sidney Outlaw à Saitama, dans la préfecture de Saitama, et remporte le combat par KO. Le 7 août 2020, il affronte de nouveau l'Américain Benson Henderson à Uncasville, dans le Connecticut, et remporte le combat par KO.

### Ultimate Fighting Championship (depuis 2021)

#### Victoire pour son premier combat et chance pour le titre
Le 24 janvier 2021, il affronte le Néo-Zélandais Dan Hooker à Abou Dabi, dans l'émirat d'Abou Dabi, et remporte le combat KO technique,,,. Sa prestation est désignée Performance de la soirée. Le 15 mai 2021, il affronte le Brésilien Charles Oliveira à Houston, au Texas, et perd le combat par KO technique,,,.

#### Combat de l'année et KO impressionnant
Le 6 novembre 2021, il affronte l'Américain Justin Gaethje à New York, dans l'État de New York, et perd le combat par décision unanime (29-28, 29-28, 30-27),. Sa prestation est désignée Combat de la soirée. Le 7 mai 2022, il affronte l'Américain Tony Ferguson à Phoenix, dans l'Arizona, et remporte le combat par KO,,,. Sa prestation est désignée Performance de la soirée.

#### Série de défaites
Le 12 novembre 2022, il affronte l'Américain Dustin Poirier à New York, dans l'État de New York, et perd le combat par soumission,,,. Sa prestation est désignée Combat de la soirée.
Le 4 février 2023, Dana White annonce sur son compte Instagram la 31e saison de The Ultimate Fighter (TUF), qui aura lieu entre le 30 mai et le 15 août 2023,. Michael Chandler sera l'entraîneur d'une des équipes de cette émission et fera face à l'Irlandais Conor McGregor. Le 29 juin 2024, il est prévu qu'il affronte ce dernier dans un combat de poids welters à l'UFC 303. Le 13 juin 2024, après des spéculations sur le statut du combat en raison d'une conférence de presse brusquement annulée,, l'UFC annonce officiellement l'annulation du combat citant une blessure subie par Conor McGregor,,.
Le 16 novembre 2024, il affronte pour la deuxième fois le Brésilien Charles Oliveira à New York, dans l'État de New York, lors de l'UFC 309. Il perd le combat par décision unanime (49-46, 49-46, 49-45),. Sa prestation est désignée Combat de la soirée. Le 12 avril 2025, il affronte l'Anglais Paddy Pimblett à Miami, en Floride, lors de l'UFC 314. Dominé lors des deux premières reprises, il s'incline par KO technique lors de la troisième après avoir subi de nombreux dégâts en raison de l'allonge et de l'activité de son adversaire dans l'octogone,,,.

## Vie personnelle
Michael Chandler a commencé à sortir avec sa copine en 2013 après avoir échangé des courriels pendant près de deux ans. Par la suite, ils se sont mariés en 2014. Le couple a adopté un fils en 2017. En avril 2022, leur deuxième fils est né.
Il possède une salle de fitness et d'arts martiaux mixtes (MMA) située à Nashville, dans le Tennessee.

## Palmarès en arts martiaux mixtes

### Distinctions
- Ultimate Fighting Championship
  - Performance de la soirée (× 2) : face à Dan Hooker et Tony Ferguson[34],[46].
  - Combat de la soirée (× 3) : face à Justin Gaethje, Dustin Poirier et Charles Oliveira[41],[51],[63].

### Historique des combats
| 33 combats     | 23 victoires | 10 défaites |
| Par KO         | 11           | 5           |
| Par soumission | 7            | 1           |
| Sur décision   | 5            | 4           |

| Résultat | Record | Adversaire            | Méthode                                | Événement                                  | Date              | Round | Temps | Lieu                           | Notes                                                       |
| -------- | ------ | --------------------- | -------------------------------------- | ------------------------------------------ | ----------------- | ----- | ----- | ------------------------------ | ----------------------------------------------------------- |
| Défaite  | 23-10  | Paddy Pimblett        | TKO (coups de coude et coups de poing) | UFC 314 : Volkanovski contre Lopes         | 12 avril 2025     | 3     | 3:07  | Miami, Floride                 |                                                             |
| Défaite  | 23-9   | Charles Oliveira      | Décision unanime                       | UFC 309                                    | 16 novembre 2024  | 5     | 5:00  | New York, État de New York     | Combat de la soirée.                                        |
| Défaite  | 23-8   | Dustin Poirier        | Soumission (étranglement arrière)      | UFC 281                                    | 12 novembre 2022  | 3     | 2:00  | New York, État de New York     | Combat de la soirée.                                        |
| Victoire | 23-7   | Tony Ferguson         | KO (front-kick à la tête)              | UFC 274: Oliveira vs. Gaethje              | 7 mai 2022        | 2     | 0:17  | Phoenix, Arizona               | Performance de la soirée.                                   |
| Défaite  | 22-7   | Justin Gaethje        | Décision unanime                       | UFC 268                                    | 6 novembre 2021   | 3     | 5:00  | New York, État de New York     | Combat de la soirée.                                        |
| Défaite  | 22-6   | Charles Oliveira      | TKO (coups de poing)                   | UFC 262                                    | 15 mai 2021       | 2     | 0:19  | Houston, Texas                 | Pour le titre vacant des poids légers de l'UFC.             |
| Victoire | 22-5   | Dan Hooker            | TKO (coups de poing)                   | UFC 257                                    | 24 janvier 2021   | 1     | 2:30  | Abou Dabi, Émirats arabes unis | Performance de la soirée.                                   |
| Victoire | 21-5   | Benson Henderson      | KO (coups de poing)                    | Bellator 243                               | 7 août 2020       | 1     | 2:09  | Uncasville, Connecticut        |                                                             |
| Victoire | 20-5   | Sidney Outlaw         | KO (coups de poing)                    | Bellator 237                               | 29 décembre 2019  | 1     | 2:59  | Saitama, Japon                 |                                                             |
| Défaite  | 19-5   | Patrício Pitbull      | TKO (coups de poing)                   | Bellator 221                               | 11 mai 2019       | 1     | 1:01  | Rosemont, Illinois             | Perd le titre des poids légers du Bellator MMA.             |
| Victoire | 19-4   | Brent Primus          | Décision unanime                       | Bellator 212                               | 14 décembre 2018  | 5     | 5:00  | Honolulu, Hawaï                | Remporte le titre des poids légers du Bellator MMA.         |
| Victoire | 18-4   | Brandon Girtz         | Soumission                             | Bellator 197                               | 13 avril 2018     | 1     | 4:00  | Saint Charles, Missouri        |                                                             |
| Victoire | 17-4   | Goiti Yamauchi        | Décision unanime                       | Bellator 192                               | 20 janvier 2018   | 3     | 5:00  | Inglewood, Californie          |                                                             |
| Défaite  | 16-4   | Brent Primus          | TKO (arrêt du médecin)                 | Bellator NYC                               | 24 juin 2017      | 1     | 2:22  | New York, État de New York     | Perd le titre des poids légers du Bellator MMA.             |
| Victoire | 16-3   | Benson Henderson      | Décision partagée                      | Bellator 165                               | 19 novembre 2016  | 5     | 5:00  | San José, Californie           | Défend le titre des poids légers du Bellator MMA.           |
| Victoire | 15-3   | Patricky Pitbull      | KO (coup de poing)                     | Bellator 157                               | 24 juin 2016      | 1     | 2:14  | Saint-Louis, Missouri          | Remporte le titre vacant des poids légers du Bellator MMA.  |
| Victoire | 14-3   | David Rickels         | TKO (coups de poing)                   | Bellator 145                               | 6 novembre 2015   | 2     | 3:05  | Saint-Louis, Missouri          |                                                             |
| Victoire | 13-3   | Derek Campos          | Soumission                             | Bellator 138                               | 19 juin 2015      | 1     | 2:17  | Saint-Louis, Missouri          |                                                             |
| Défaite  | 12-3   | Will Brooks           | TKO (coups de poing)                   | Bellator 131                               | 15 novembre 2014  | 4     | 3:48  | San Diego, Californie          | Pour le titre vacant des poids légers du Bellator MMA.      |
| Défaite  | 12-2   | Will Brooks           | Décision partagée                      | Bellator 120                               | 17 mai 2014       | 5     | 5:00  | Southaven, Mississippi         | Pour le titre intérimaire des poids légers du Bellator MMA. |
| Défaite  | 12-1   | Eddie Alvarez         | Décision partagée                      | Bellator 106                               | 2 novembre 2013   | 5     | 5:00  | Long Beach, Californie         | Perd le titre des poids légers du Bellator MMA.             |
| Victoire | 12-0   | David Rickels         | KO (coups de poing)                    | Bellator 97                                | 31 juillet 2013   | 1     | 0:44  | Rio Rancho, Nouveau-Mexique    | Défend le titre des poids légers du Bellator MMA.           |
| Victoire | 11-0   | Rick Hawn             | Soumission                             | Bellator 85                                | 17 janvier 2013   | 2     | 3:07  | Irvine, Californie             | Défend le titre des poids légers du Bellator MMA.           |
| Victoire | 10-0   | Akihiro Gono          | TKO (coups de poing)                   | Bellator 67                                | 4 mai 2012        | 1     | 0:56  | Rama, Ontario, Canada          |                                                             |
| Victoire | 9-0    | Eddie Alvarez         | Soumission                             | Bellator 58                                | 19 novembre 2011  | 4     | 3:06  | Hollywood, Floride             | Remporte le titre des poids légers du Bellator MMA.         |
| Victoire | 8-0    | Patricky Pitbull      | Décision unanime                       | Bellator 44                                | 14 mai 2011       | 3     | 5:00  | Atlantic City, New Jersey      |                                                             |
| Victoire | 7-0    | Lloyd Woodard         | Décision unanime                       | Bellator 40                                | 9 avril 2011      | 3     | 5:00  | Newkirk, Oklahoma              |                                                             |
| Victoire | 6-0    | Marcin Held           | Soumission                             | Bellator 36                                | 12 mars 2011      | 1     | 3:56  | Shreveport, Louisiane          |                                                             |
| Victoire | 5-0    | Chris Page            | Soumission                             | Bellator 32                                | 14 octobre 2010   | 1     | 0:57  | Kansas City, Missouri          |                                                             |
| Victoire | 4-0    | Scott Stapp           | TKO (coups de poing)                   | Bellator 31                                | 30 septembre 2010 | 1     | 1:57  | Lake Charles, Louisiane        |                                                             |
| Victoire | 3-0    | Salvador Woods        | Soumission                             | Strikeforce: Heavy Artillery               | 15 mai 2010       | 1     | 0:59  | Saint-Louis, Missouri          |                                                             |
| Victoire | 2-0    | Richard Bouphanouvong | TKO (coups de poing)                   | Strikeforce Challengers: Woodley vs. Bears | 20 novembre 2009  | 2     | 2:07  | Kansas City, Kansas            |                                                             |
| Victoire | 1-0    | Kyle Swadley          | TKO (coups de poing)                   | First Blood OFC                            | 8 août 2009       | 1     | 3:30  | Lake Ozark, Missouri           |                                                             |